# Pont John-Cook
Le pont John-Cook fut construit en 1868. Il s'agit de l'un des deux derniers ponts couverts de type Town intermédiaire au Québec, l'autre étant le pont Guthrie. Son toit d'origine fut remplacé par un plus récent en tôle pliée.

## Toponyme
L'ancienne municipalité de Cookshire et le pont couvert rappellent le souvenir du capitaine John Cook (1770-1819), l'un des premiers colons, qui y possédait un terrain de 1 200 acres.

## Couleur
Le pont et le lambris sont de couleur patine grisâtre. 